# Eanswith
Svatá Eanswith také  Eanswythe či Eanswide ( † 7. století, Folkestone) byla anglosaská princezna, která založila první ženskou řeholní komunitu na území Anglie.

## Život
Narodila se na začátku 7. století v Kentském království jako dcera krále Eadbalda a jeho druhé manželky královny Emmy Austrasijské, po které byla také franckou princeznou.
Podle tradice založila s otcovou podporou Folkestonské převorství, první ženský klášter na území Anglie.
Během výstavby kláštera požádal o ruku Eanswith pohanský princ, avšak král Eadbald nabídku odmítl. Místo sňatku žila Eanswith jako řeholnice ve Folkestone.
Zemřela okolo roku 650.

## Kult
Je uctívána jako světice v římskokatolické, pravoslavné a anglikánské církvi.
Její svátek je připomínán 12. září a 31. srpna v pravoslavné církvi.